# Фізичний том
Фізичний том — абстракція операційної системи для роботи з пристроєм зовнішньої пам'яті або блоком пристроїв, які мають об'єднаний механізм запису-зчитування. Вона дозволяє абстрагуватись від принципів побудови пристрою та деяких особливостей його функціонування. У той же час місткість фізичного тому дорівнює реальній місткості пристрою, якому він відповідає, на відміну від логічного тому за допомогою розділу дисків.